# Родина зовёт
«Родина зовёт» — советский пропагандистский фильм, снятый в 1936 году режиссёром Александром Мачеретом по совместному сценарию с Валентином Катаевым, считается первым «оборонным фильмом».
Один из первых фильмов в которых зрителям удалось увидеть образ грядущей войны.
Есть мнение, что фильм послужил толчком для создания целого ряда пропагандистских кинокартин о любви русского народа к своей родине.

## Сюжет
Экипаж летчика-испытателя Сергея Новикова совершает длительный перелёт на самолёте новой конструкции. Сыну Новикова Юрке удаётся связаться с отцом с помощью изготовленного собственными руками передатчика. Перед самой посадкой у Новикова заболела нога из-за раны, полученной ещё во время Гражданской войны. Но Новиков сумел посадить самолёт. Вскоре после этих событий начинается некая новая война, в ходе которой сын Новикова погибает. Новиков тяжело переживает гибель сына и хочет отомстить врагу. Во время боя с тяжёлыми бомбардировщиками вымышленного врага он сбивает сразу три вражеских самолёта, давая возможность произвести высадку советского десанта на территории воображаемого противника.

## Производство
Фильм снимался на киностудии Мосфильм. Режиссёром Александром Мачеретом по совместному сценарию с Валентином Катаевым. Режиссёру было предложено в предельно короткий скрок снять фильм на оборонную тему про лётчиков. Относится к серии фильмов посвещенных будущей войне в которой представлен возможный сценарий её развития. Первоначальным названием фильма было «Лицо героя». Музыку для фильма написал композитор Гавриил Попов, один из представителей «Советского авангарда». Премьера фильма состоялась 29 апреля 1936 года. Фильм был снят с проката после выхода разгромной стать и в газете «Правда».

## Отзывы
Кинокритик Евгений Марголит подчёркивает, что до середины 30-х годов в советских оборонных фильмах неприятель изображался в непременно польских фуражках-конфедератках, в фильме 1936 года «Родина зовет» впервые появляется свастика